# Lillete Dubey
Lillete Dubey (Pune, 7 de septiembre de 1953) es una actriz y directora de escena india. Inició su carrera en la industria a mediados de la década de 1990, en la que registró apariciones en la serie de televisión Kabhie Kabhie y en el largometraje Bawandar, basado en la historia real de Bhanwari Devi, una joven india víctima de violación. A partir de entonces ha aparecido en más de cincuenta producciones para cine y televisión en su país, además de su amplio recorrido por el teatro local como actriz y directora.

## Filmografía

### Cine y televisión
| Año  | Título                           | Papel                   | Notas               |
| ---- | -------------------------------- | ----------------------- | ------------------- |
| 1997 | Kabhie Kabhie                    |                         | Serie de televisión |
| 1999 | Love You Hamesha                 |                         |                     |
| 2000 | Bawandar                         | Socialite               |                     |
| 2001 | Zubeidaa                         | Rose Davenport          |                     |
| 2001 | Gadar: Ek Prem Katha             | Shabana                 |                     |
| 2001 | Monsoon Wedding                  | Pimmi Verma             |                     |
| 2002 | Om Jai Jagadish                  | Madre de Neetu          |                     |
| 2002 | Kitne Door... Kitne Paas         |                         |                     |
| 2003 | Pinjar                           | Madre de Tara- Puro     |                     |
| 2003 | Johnny                           |                         |                     |
| 2003 | Chalte Chalte                    | Anna Mausi              |                     |
| 2003 | Baghban                          | Shanti Patel            |                     |
| 2003 | Kal Ho Naa Ho                    | Jaswinder "Jazz" Kapoor |                     |
| 2004 | Lakshya                          | Sra. Dutta              |                     |
| 2004 | Vanity Fair                      | Sra. Green              |                     |
| 2004 | Morning Raga                     | Sra. Kapoor             |                     |
| 2004 | Sau Jhooth Ek Sach               | Moushami Pradhan        |                     |
| 2004 | Bow Barracks Forever             | Emily Lobo              |                     |
| 2005 | My Brother…Nikhil                | Anita Rosario Kapoor    |                     |
| 2005 | Main Aisa Hi Hoon                | Ritu                    |                     |
| 2005 | Dosti: Friends Forever           | Kiran Thapar            |                     |
| 2006 | Fanaa                            | Helen                   |                     |
| 2006 | Corporate                        | Devyani Bakshi          |                     |
| 2006 | Aap Ki Khatir                    | Betty A. Khanna         |                     |
| 2007 | My Name Is Anthony Gonsalves     | Bharucha                |                     |
| 2007 | Har Pal                          |                         |                     |
| 2008 | Saas Bahu Aur Sensex             | Anita B. Jethmalani     |                     |
| 2008 | Fauj Mein Mauj                   |                         |                     |
| 2009 | Phoonk                           | Dra. Seema Walke        |                     |
| 2009 | Hari Puttar: A Comedy of Terrors | Santosh 'Toshi'         |                     |
| 2009 | Mumbai Calling                   | Madre de Amar           | Serie de televisión |
| 2010 | Bollywood Beats                  | Jyoti                   |                     |
| 2010 | I Am 24                          |                         |                     |
| 2010 | Fun in the Army                  |                         |                     |
| 2010 | Pankh                            | Mary D'Cunha            |                     |
| 2010 | Housefull                        | Zulekha Bano            |                     |
| 2010 | Break Ke Baad                    | Pammi J. Gulati         |                     |
| 2011 | Always Kabhi Kabhi               | Ms Das                  |                     |
| 2011 | El exótico Hotel Marigold        | Sra. Kapoor             |                     |
| 2012 | Na Jaane Kabse                   | Monika                  |                     |
| 2012 | Delhi in a Day                   | Kalpana                 |                     |
| 2012 | I M 24                           |                         |                     |
| 2012 | Shobhna's Seven Nights           | Malishka                |                     |
| 2012 | Heroine                          | Sra. Arora              |                     |
| 2013 | Chashme Baddoor                  | Sra. Josephine          |                     |
| 2013 | Dabba                            | Madre de Ila            |                     |
| 2014 | One by Two                       | Madre de Samara Patel   |                     |
| 2014 | Dr. Cabbie                       | Nellie                  |                     |
| 2014 | Bhaiyyaji Superhit               |                         |                     |
| 2015 | El nuevo exótico Hotel Marigold  | Sra. Kapoor             |                     |
| 2015 | A Million Rivers                 | Roop                    |                     |
| 2016 | Aksar 2                          |                         |                     |
| 2017 | Sonata                           |                         |                     |
| 2019 | 3 Days to Go                     | Lakshmi Isaac           |                     |
| 2020 | Unpaused                         | Archna                  |                     |

### Cortometrajes
| Año  | Título       | Papel       | Idioma | Notas |
| ---- | ------------ | ----------- | ------ | ----- |
| 2018 | Purana Pyaar | Sra. Sharma | Hindi  |       |